# Béré (Txad)
Béré és una ciutat de la regió de Tandjilé, Txad.

## Demografia
|      | Població |
| ---- | -------- |
| 1993 | 10 799   |
| 2009 | 15 311   |